# CM156
CM156 es un compuesto químico basado en piperazina con afinidad nanomolar por ambos subtipos de receptores sigma que se ha demostrado que contrarresta los efectos deletéreos de la cocaína administrada.